# マネー、マネー、マネー
『マネー、マネー、マネー』（原題：Money, Money, Money）は、スウェーデンのグループ・ABBAが1976年にリリースしたシングル。作詞・作曲は、ベニー・アンダーソン（Benny Andersson）・スティッグ・アンダーソン（Stig Anderson）・ビョルン・ウルヴァース（Björn Ulvaeus）。

## 概要
1976年11月1日にリリースされた。その後、1976年/1977年に全英アルバムチャートで第3位を獲得し、オーストラリア（アリア）・ベルギー（VRT）・オランダ・フランス（IFOP）・ドイツなどで第1位を獲得した。また、アメリカのビルボード誌では第56位を獲得した。
この曲は「ダンシング・クイーン」などと並んでABBAの代表曲として知られ、今もなお歌い継がれている。『いきなり!黄金伝説。』（テレビ朝日）での「節約生活シリーズ」や、『とんねるずのみなさんのおかげでした』（フジテレビ）のコーナーである「MONEY WARS ギャラ High&Low」でもBGMとして使われている。
ローリング・ストーンが選ぶ「最も素晴らしいABBAの曲」のランキングでは16位に選ばれた。
ちなみにビョルン・ウルヴァースは、2010年代にスウェーデン・クローナのキャッシュレス化推進論者の1人として知られている。

## 主なカヴァー
- ノーランズ - キャリアの初期〔最年少メンバーだったコリーンの正式加入前〕の1970年代にカヴァー。彼女達はこれ以後にも同じABBAのThank you for the musicをカヴァーしている。